# Гулов, Александр Арсентьевич
Александр Арсентьевич Гулов — советский хозяйственный, государственный и политический деятель, Герой Социалистического Труда.

## Биография
Родился в 1925 году в Таганроге. Член КПСС.
Участник Великой Отечественной войны. С 1950 года — на хозяйственной, общественной и политической работе. В 1950—1985 гг. — организатор сельскохозяйственного производства в Сталинградской/Волгоградской области, начальник Иловлинского районного управления сельского хозяйства, директор совхоза имени Карла Маркса Котельниковского района Волгоградской области.
Указом Президиума Верховного Совета СССР от 7 декабря 1973 года присвоено звание Героя Социалистического Труда с вручением ордена Ленина и золотой медали «Серп и Молот».
Умер в Волгограде в 2009 году.